# Fusil

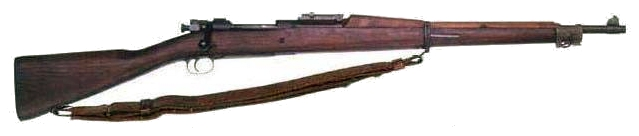
Un M1903 Springfield, fusil de cerrojo de principios del.

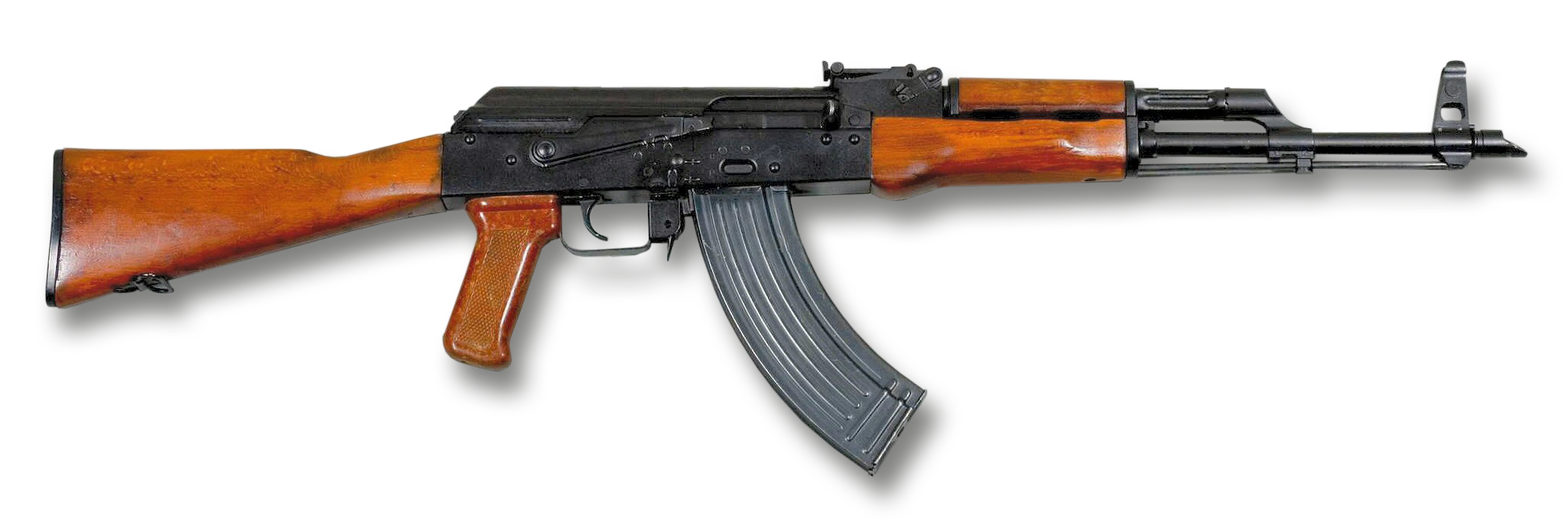
Un AKM, fusil de asalto moderno.

Un fusil  (del francés: fusil) es un arma de fuego portátil de cañón largo, que dispara balas de largo alcance. Creada con propósitos ofensivos, es el arma personal más utilizada en los ejércitos desde el final del siglo XVII. Se acostumbraba fijarle una bayoneta para la lucha cuerpo a cuerpo. El nombre de «fusil» se origina en la evolución del mosquete al empleo del pedernal, abandonando la mecha. A medida que se disminuye la longitud de los fusiles varían en su denominación, estando en segundo lugar la «carabina». En España también se emplea la palabra «mosquetón» para las armas de cerrojo más cortas que el fusil, como mosquetón modelo Coruña. Esta acepción se ha vuelto correcta por el uso, aunque un mosquetón es en realidad un arma de un solo tiro y de cañón liso, como los empleados, por ejemplo, en las guerras napoleónicas.

## Desarrollo del fusil

### Fusil de pedernal
También llamado «fusil de chispa», inicialmente el fusil era un arma pesada y muy imprecisa, con recarga muy lenta, que se hacía casi imposible en condiciones ambientales desfavorables. 
El mecanismo de disparo existente hasta el primer tercio del siglo XIX era la llave de pedernal, que al disparar producía chispas que, al entrar en contacto con la pólvora a través del oído, transmitía así el fuego a la carga de pólvora para impulsar la bala en el interior del cañón del arma.

### Fusil de percusión y otras innovaciones
Hacia 1830 se generalizan los fusiles que disparan con el mecanismo de llave de percusión y se empiezan a usar los fusiles con rayado del ánima, pero modificaciones en la composición y forma de la bala ya eran comunes a principios del siglo XIX.
La llave de percusión es un sistema de disparo que consiste en un martillo-percutor que golpea una cazoleta de cobre (pistón) ajustada sobre la boca de un tubo (denominado «chimenea») que comunica con el interior de la parte posterior del cañón del fusil. El cebo ya venía dentro de la cazoleta, aunque también había mecanismos de cinta de papel con cebos encapsulados en su interior que se desplazaban sobre el tubo. El martillo-percutor hace explotar al cebo de un golpe y se libera una llama por la chimenea, que causa la ignición de la carga de pólvora comprimida en el cañón y el disparo.
Este sistema de disparo es muchísimo más seguro y eficaz que el del fusil de pedernal, incluso en condiciones atmosféricas adversas, y aunque no mejora la cadencia de disparo, ofrece la seguridad de que el 90 % de los intentos de disparo van a ser efectivos. La carga del arma se sigue efectuando por la boca del cañón, de forma que el soldado debe permanecer de pie, expuesto al fuego enemigo, mientras carga su arma.

#### Primeros materiales adicionales en las balas
A principios del siglo XIX, las balas de plomo se comienzan a endurecer aleándolas con antimonio o recubriéndolas de cobre para evitar que la bala se desvíe de su trayectoria habitual, debido a las deformaciones provocadas durante el disparo. También se les da forma cilindrocónica para favorecer la rotación al ser disparada de un cañón con rayado de ánima.

#### Comienza el rayado del ánima
La primera mención sobre el uso de estrías dentro de los cañones se encuentra en un edicto del Gobierno suizo de 1563, que describe unas armas toscas de poca utilidad al emplear balas de arma corta o de cañón de la época, porque éstas eran esféricas. Eso hizo rechazable el uso de las estrías durante siglos y se dio preferencia al uso de cañones lisos.
El rayado del ánima consiste en grabar una serie de estrías a lo largo de la superficie interna del cañón, que van girando en un determinado sentido, completando un giro de 360° alrededor del eje del cañón cada cierta distancia.
Las estrías provocan que la bala rote varias veces, y de esta manera se mantiene estable la trayectoria durante el avance al mantener su eje paralelo con la línea de vuelo. Como consecuencia aumenta el alcance y la puntería del fusil.
Los fusiles y carabinas de ánima rayada se conocerán genéricamente a partir de esta época por el término anglosajón de rifle.

#### Primeros fusiles de muy largo alcance
La obtención de pólvoras mucho más potentes y la incorporación de elementos de puntería y alzas para disparar a diferentes distancias permiten que un buen tirador alcance fácilmente a un blanco enemigo a más de 300 m de distancia, y que la bala sea letal a más de 1 km.

### Fusil de cartucho
La siguiente gran innovación es la aparición del cartucho, que contiene en un único elemento la bala, la carga de proyección de la misma y el cebo o fulminante que inicia el disparo, que hasta entonces venían separados o envueltos parcialmente en el papel que se empleaba como taco para la carga. Los primeros cartuchos aparecen sobre la década de 1840; suelen ser de envuelta de cartón o tela encerada y a veces no incluyen el cebo, que se coloca de forma similar a las armas de percusión tradicionales rasgándose el cartucho por su parte posterior al insertar el cartucho y cerrar el arma, como en la famosa carabina Sharps, una carabina ampliamente utilizada en la colonización hacia el oeste en Estados Unidos. La carga del arma se simplifica y acelera al máximo con el uso del cartucho, aunque la mayoría de las armas siguen siendo de un solo tiro.

### Fusil de cerrojo monotiro
En Europa aparece hacia la mitad del siglo XIX el primer fusil de cerrojo, llamado de esta forma por el mecanismo de extracción de la vaina usada y recarga para un nuevo disparo, un cilindro metálico con un saliente lateral parecido al cerrojo de las antiguas cerraduras, que permitía abrir el arma por la parte posterior del cañón para colocar el cartucho, armando al mismo tiempo el conjunto de muelle y percutor que golpearían la parte posterior del cartucho, y cerrarla después para efectuar el disparo. Las armas de cartucho se cargan así por la parte posterior del cañón. De esta forma se puede cargar el arma en cualquier posición, lo que permite al soldado ponerse a cubierto durante el proceso.
Durante la guerra de Secesión en Estados Unidos y partiendo de diversos prototipos existentes anteriormente, se desarrollan gran cantidad de fusiles y carabinas capaces de disparar varias veces mediante procedimientos mecánicos accionados manualmente, generalmente palancas. Aparece en esta guerra el fusil Spencer. Los nuevos cartuchos son ya metálicos e impermeables y se suelen almacenar en tubos intercambiables o fijos en el cuerpo del arma, con lo que nace así el primer cargador de forma tubular (tubo a lo largo y por debajo del cañón), como el del fusil de palanca Winchester. Este fusil es emblemático en la última parte de la guerra y da una gran ventaja a la caballería de la Unión: un soldado puede disparar doce veces por minuto con total seguridad frente a los tres disparos que puede hacer un soldado de infantería armado con fusil de percusión. En la postguerra se terminará de forjar la leyenda del Winchester 44.
Tras la guerra franco-prusiana de 1870-1871, todos los ejércitos del mundo cambian los fusiles de percusión por diversos sistemas de cartucho, generalmente monotiro y con sistemas de palanca o cerrojo.

## Fusiles actuales

### Fusil de cerrojo con cargador

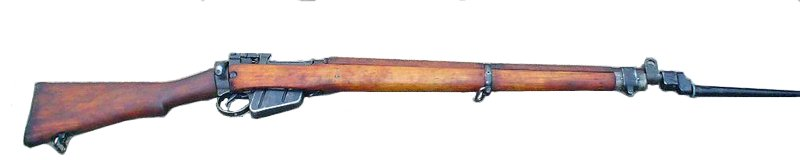
Un Lee-Enfield No.4 Mk.1 de 1944, con bayoneta calada.

En la década de 1830 (Fusil Dreyse) aparecen los primeros fusiles de cerrojo con un cargador interno en forma de caja metálica, con un resorte de muelle en la parte inferior y que se cargan colocando los cartuchos en una cinta metálica, formando lo que se llama un «peine», abriendo el cierre del arma y colocando y empujando el contenido del peine en el interior del cargador. Los fusiles de cerrojo con cargador fijo más famosos son posiblemente los alemanes Mauser 98, de calibre 7,92 mm, 7,65 mm, etc.
El fusil de cerrojo con cargador fue el arma personal más utilizada por la infantería en la primera mitad del siglo XX hasta el final de la Segunda Guerra Mundial. Posteriormente el fusil de asalto le sustituyó en el uso común, pero todavía se sigue utilizando en mucha menor cantidad.
Por sus características, se usa en actividades que requieran gran precisión a larga distancia con el mínimo número de balas como, por ejemplo, la cacería y el tiro de precisión.
Existen hoy fusiles de fabricación actual, en calibres modernos, así como en calibres antiguos. La cadencia de tiro sigue siendo de unos 10-12 disparos por minuto.
Las armas largas usadas por francotiradores son los fusiles de cerrojo antes descritos, que sólo se mueve por la acción del tirador, tales como el FN-30 belga, el Mauser alemán, el Mannlicher-Carcano italiano y similares. Con el cerrojo manual se obtiene casi el 100 % de aprovechamiento de gases, como en el caso de la carabina Neuhausen suiza, de 12 estrías y cañón de ánima cónica, que tiene el máximo aprovechamiento de la energía de los gases: 97,83 %, con lo que se incrementa el alcance (hasta 2 km con alza en el FN-30) y la energía cinética, al momento del impacto, como el .600 Nitro Express, es de 1800 lb para caza mayor. Al no tener piezas móviles, la precisión es notable a gran distancia, como en el caso del .222 Swift y el 6,5 x 52 Mannlicher-Carcano usado en el magnicidio del presidente de Estados Unidos John Fitzgerald Kennedy.

### Fusil semiautomático

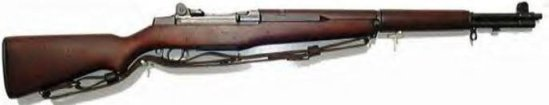
M1 Garand.

El fusil semiautomático se distingue de otros tipos diferentes porque, al accionar el gatillo, dispara únicamente una sola bala y coloca automáticamente en su recámara otro cartucho, que será disparado al apretar de nuevo el gatillo. Son armas que disparan «tiro a tiro», recargándose automáticamente en cada disparo, pero no tienen capacidad para disparar ráfagas; es decir, no tienen «selector de disparo». Estas armas, entre las cuales se encuentran el fusil M1 Garand estadounidense, o el Gewehr 43 alemán, fueron las predecesoras de las automáticas. Genéricamente se definen como armas de cerrojo móvil; por eso el nombre técnico de este cerrojo es «conjunto móvil».
De esta forma, y usando cargadores extraíbles, de cambio mucho más rápido y sencillo que los cargadores tubulares o los clásicos peines de los fusiles de cerrojo manual, un soldado puede casi triplicar la cantidad de disparos por minuto respecto a un oponente armado con un fusil de cerrojo manual, independientemente de que el cargador sea fijo (peines) o extraíble.
Existen dos tipos diferentes de armas de cerrojo móvil:  
Cerrojo con percutor fijo. Tienen el percutor fijo al cerrojo o conjunto móvil, de manera que el cerrojo, al abatirse hacia delante por efecto del resorte recuperador, empuje un cartucho del cargador hacia la recámara del cañón y al cerrarse totalmente percute el cartucho. Por efecto del empuje del cartucho hacia atrás por los gases, el cartucho empuja el cerrojo hacia atrás, el cual en su camino hace la expulsión de la vaina vacía, por la acción de la uña extractora y el tope expulsor. Al llegar atrás, el cerrojo es empujado nuevamente hacia delante por el resorte, iniciándose un nuevo ciclo de disparo, expulsión, recarga y disparo. Si el operador mantiene el gatillo presionado, el ciclo es continuo y se produce el disparo continuo o «ráfaga».
Cerrojo con percutor independiente. Tienen el percutor en el cerrojo pero no es fijo. Cuando se dispara también se mueve el cerrojo hacia atrás, pero el empuje del cerrojo es por efecto de una toma de gases que se hace al final del cañón. De esta forma hay un mayor aprovechamiento de los gases y una mejor estabilidad que permite una mejor precisión, así como partes de menos masa, lo que produce un arma más liviana. El cerrojo es empujado igualmente hacia atrás y hacia delante para el ciclo de disparo, expulsión, recarga y disparo, pero por la forma de toma de gases en el cañón se obtiene un mayor número de disparos por minuto.
Las armas automáticas, que pueden ser de cerrojo abierto o cerrado (percutor fijo o móvil), son esencialmente armas semiautomáticas pero con selector de tiro: una pieza pone al cerrojo en posición «flotante» o movimiento libre mientras el operador mantiene el gatillo o disparador presionado, generándose así la llamada «ráfaga».

#### Historia
Uno de los primeros fusiles semiautomáticos en ser adoptado por Ejército alguno fue el Fusil Mondragón, diseñado por el general mexicano Manuel Mondragón y adoptado por el Ejército mexicano en 1908 con la designación Fusil Porfirio Diaz Sistema Mondragón Modelo 1908. Ese mismo año, el gobierno mexicano firmó un contrato con la SIG para la producción de 4.000 fusiles M1908 calibrados para el cartucho 7 x 57 Mauser. Pero debido a la inestabilidad política de aquel entonces y al inicio de la Revolución mexicana, hacia 1910 solamente se habían suministrado 400 fusiles de los 4.000 ordenados. Debido a problemas con cartuchos de mala calidad y al alto costo de producción (160 francos suizos por fusil), se canceló el contrato.  
El fusil Mondragón era accionado por los gases del disparo, pero podía funcionar como un fusil de cerrojo si se cerraba la válvula montada en el tubo de gases. Empleaba dos modelos de bayoneta, una tipo cuchillo y otra tipo espátula, que tenía un filo para cortar alambre y otro para cortar madera.
El estadounidense John Pedersen crea un proyecto en 1917 para desarrollar un fusil semiautomático, que incluía el uso de un cartucho de menor calibre que el estadounidense estándar, el .30-06 Springfield, para mejor control del arma al dispararse. Su proyecto fue rechazado por los estados mayores de las Fuerzas Armadas estadounidenses, que no querían la adopción de cartuchos menos potentes al final de la Primera Guerra Mundial.
En los años anteriores a la Segunda Guerra Mundial aparecen los primeros fusiles semiautomáticos.
Los ejércitos estadounidense y alemán fueron las únicos que usaron desde el principio de la Segunda Guerra Mundial las únicas armas automáticas de la contienda en grandes cantidades: el subfusil Thompson calibre 11,43 mm (.45) y el subfusil MP40, además del M1 Garand, que se utilizaría luego en la guerra de Corea. Desde inicios de la Segunda Guerra Mundial, los soviéticos fabricaron y emplearon el fusil semiautomático Tokarev SVT-40 y al finalizar la misma, la carabina semiautomática Simonov SKS, empleada por los países del Bloque del Este y las guerrillas comunistas de todo el mundo hasta la década de 1960.

### Fusil de asalto
El fusil de asalto es actualmente el arma más común de la infantería y se caracteriza por tener un mecanismo «selector de fuego» que le permite disparar en «modo semiautomático» (para mayor precisión a mayor distancia) o disparar en «modo automático» (para mayor número de balas en menor tiempo durante un combate a corta distancia, con la desventaja de disminuir su puntería).
Se consideran «auténticos» fusiles de asalto aquellos que usan un cartucho de menor potencia que los habituales en la Segunda Guerra Mundial (o sea, menores del actual 7,62 x 51 OTAN). Aquellos que utilizan cartuchos más potentes no se consideran «auténticos» fusiles de asalto por su falta de control en fuego automático. A los fusiles de calibre 7,62 mm, como el FN FAL, se les considera ametralladoras en los EE. UU. 
La distancia efectiva de combate de un fusil de asalto es de unos 200 m, considerándose 100 m la distancia óptima.
Para el cartucho 7,62 x 51 OTAN, se definen las siguientes distancias:
- Distancia normal de empleo: 400 m. Aquella a la que un tirador experimentado tiene una probabilidad de 1/3 de hacer blanco, y es la usada para iniciar el combate entre infantería.

- Alcance máximo eficaz: 800 m. Aquella a la que si casualmente se hace blanco, aun no siendo letal, provoca heridas que causan baja, y determina zonas de prohibición o interdicción, mediante el empleo de ráfagas, a los movimientos enemigos.

- Alcance máximo: 3000 m. La mayor distancia que puede recorrer el proyectil antes de detenerse por sí mismo y sin alcanzar blanco alguno.

Debe entenderse que para cada calibre y carga de proyección distintas, la distancia normal de empleo, el alcance máximo eficaz y el alcance máximo varían, siendo las aquí referidas las correspondientes al estandarizado cartucho 7,62 x 51 OTAN.    

#### Historia
El primer fusil de asalto creado fue el italiano Cei-Rigotti en la década de 1890, que empleaba el cartucho 6,5 x 52 Mannlicher-Carcano y funcionaba con un mecanismo de gases como los actuales, pero nunca entró en servicio militar.

#### Avtomat Fiódorova
El primer fusil de asalto que entró en servicio militar fue el Avtomat Fiódorova (fusil automático Fiódorov, en ruso) en 1916. Fue creado por el ingeniero ruso Vladímir Fiódorov para servir durante la Primera Guerra Mundial y se considera el mejor fusil de esa guerra. 
El Fiódorova almacenaba 25 cartuchos en un cargador curvo extraíble. Su culata era similar a la que poseían los fusiles de la época, pero incorporaba un pistolete situado delante del cargador para facilitar el control del fusil durante el disparo en modo automático. Utilizaba el cartucho japonés 6,5 x 50 Arisaka, debido al poco retroceso que producía al ser disparado y a su disponibilidad gracias a las capturas efectuadas durante la guerra ruso-japonesa, así como a la compra de fusiles Tipo 38 para emplearlos en la Primera Guerra Mundial. 
Este fusil participó en la Revolución rusa y fue adoptado en pequeñas cantidades por el Ejército Rojo tras la Revolución. Sin embargo, sólo se fabricaron unas 10 000 unidades y fue retirado del servicio por su impopularidad entre los militares, a causa de su fragilidad y menor potencia de su munición comparada con la cartuchería estándar que se empleaba en los fusiles de cerrojo del resto de Europa. 
El desarrollo y la aplicación de un fusil de asalto se llevó a cabo en Alemania antes de la Segunda Guerra Mundial.

##### StG44

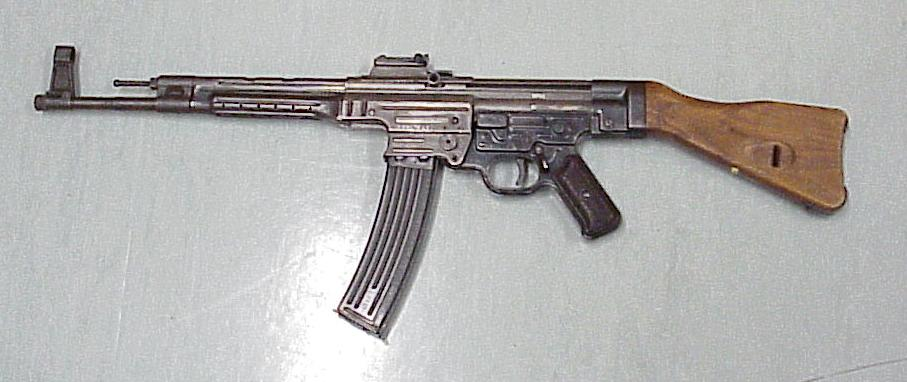
Sturmgewehr 44 (StG44)

El famoso fusil de asalto StG44 fue el primero en compartir las características y accesorios de los actuales. Tuvo varios nombres, pero se refieren al mismo.
Después de la Primera Guerra Mundial, el tratado de Versalles imponía muchas limitaciones armamentísticas a Alemania. Entre ellas prohibía la dotación de subfusiles a su minúsculo ejército, lo cual obligó a los responsables militares a conseguir nuevas armas que estuvieran al margen de estas limitaciones. 
Durante la década de 1920 y sobre todo en la de 1930, en Alemania se investigaron cartuchos de menor calibre que tendrían la ventaja de abastecer de mayor cantidad de munición a cada soldado.
Desde 1938 el Estado Mayor del Ejército Alemán ordenó el desarrollo de un fusil con las características de un subfusil, y se concedió un contrato a C. G. Haenel para desarrollar una «carabina ametralladora» (Maschinenkarabiner, en alemán, abreviado MKb). El encargo recayó en su ingeniero jefe, nada menos que Hugo Schmeisser, creador de los subfusiles alemanes MP.
La primera guerra relámpago fue realizada por los alemanes en 1939 para conquistar Polonia. Militares y técnicos alemanes hicieron investigaciones posteriores, que concluyeron en la necesidad de perfeccionar el fusil común de infantería para mejorar el rendimiento en este tipo de combate. El nuevo fusil debería ser:
- Más ligero.
- Con disparos automáticos de alcance letal superior a 50 m.
- Con máximo alcance letal hasta 400 m.
- Con capacidad de disparar en modo semiautomático y automático desde una posición fija o moviéndose.
- Y municiones que además de menor calibre fueran menos potentes, para que los disparos automáticos fueran controlables.

En 1942 aparece el cartucho 7,92 x 33 Kurz (corto) y Haenel se basó en este para crear sus primeras MKb denominadas MKb42 H, y Walther creó otras dos MKb diferentes denominadas MKb42 W. Entre los prototipos de Walther y Haenel había notables diferencias entre los mecanismos de disparo. El alto mando alemán verificó las buenas prestaciones de los MKb, pero Adolf Hitler ordenó la clausura del proyecto MKb, justificándose en razones logísticas y productivas, pero ordenó que se incrementase la producción de los subfusiles (MP; Maschinenpistole, en alemán). 
Para continuar el proyecto, se rebautizó con el nombre de MP42, para hacerle creer a Hitler que se desarrollaría un nuevo subfusil. El proyecto de Haenel era el más viable y fue sometido a una serie de modificaciones antes de fabricarlos. El nuevo prototipo se llamó MP43. Los MP43 fueron probados en combate por primera vez en el frente ruso cerca de Cholm, a finales de 1942, con excelentes resultados. El primer pedido fue entregado al ejército alemán en 1943. 
Después de recibirse el primer pedido, Hitler ordenó una investigación por desobedecerse sus órdenes y, posteriormente la canceló, sorprendido de los informes que confirmaban las ventajas del MP43 en el campo de batalla, por lo que ordenó la producción masiva en detrimento de los subfusiles. 
En 1944 la infantería alemana adoptó el MP43 como arma común, rebautizada como MP44, y posteriormente por Hitler con el nombre de StG44 (Sturmgewehr 1944, en alemán). Sturmgewehr significa «fusil de asalto» en castellano y de ahí proviene el nombre de este tipo de fusiles. El número total de unidades fabricadas hasta su última producción fue de unas 650.000 al finalizar la Segunda Guerra Mundial. 
Los accesorios utilizados por algunas unidades para el StG44 fueron la mira telescópica, el silenciador e incluso un primigenio visor infrarrojo para combate nocturno y hasta un inusual cañón curvado llamado Krummlauf (con su respectivo sistema de puntería periscópico) para disparar desde las esquinas o el interior de un tanque sin exponerse. Una variante del MP43, llamada MP43/1, fue la primera que permitía colocar diferentes tipos de bocachas lanzagranadas.
FG42: Los alemanes también desarrollaron otro fusil de asalto basado en el MP42: el FG 42, que fue diseñado para proteger a los paracaidistas durante su descenso y usado por primera vez en combate en 1943, durante el rescate de Mussolini en el Gran Sasso.

#### Fusiles de asalto después de la Segunda Guerra Mundial
Después de la Segunda Guerra Mundial se hicieron otros modelos de fusiles asalto, basados en el StG44: AK-47, CETME, FN FAL y M14. De todos estos, los tres últimos no poseen las mismas características ventajosas del AK-47, necesitando un mantenimiento moderado y frecuente. Si se ensucian con tierra o se mojan, se bloquean. Además, estos fusiles son más caros de fabricar. La ventaja de estos fusiles occidentales es que poseen mayor precisión y alcance. El HK G3 proviene de una actualización del CETME, consistente en reemplazar piezas de madera (culata y guardamano) por piezas de plástico.

Todos esos fusiles son potentes, debido al uso del cartucho 7,62 x 51 OTAN, pero son más difíciles de controlar en modo automático que el AK-47 (7,62 x 39). Por eso los ingleses preferían usarlos en modo semiautomático.

#### AK-47

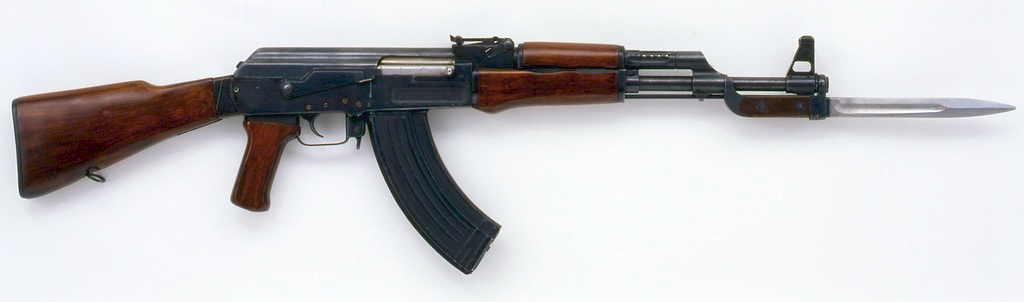
Fusil AK-47

El AK-47 (Avtomat Kalashnikova 1947, en ruso) es un fusil de asalto creado por Mijail Kalashnikov en 1944, aunque empezó a trabajar en la creación de este en plena ofensiva soviética en el año 1941, mientras él era sargento de una unidad de tanques. En 1947 lo perfeccionó hasta el modelo actual, siendo en 1949 cuando la URSS le compró la Patente de inventor/creador, pasando a ser esta de Dominio Público Soviético (Propiedad del Pueblo), adoptándola como Arma Reglamentaria, en concreto fusil oficial del Ejército Rojo en ese mismo año (1949).
El AK-47 está hecho de acero y madera, usa cargadores de aluminio y plástico (por lo que es muy ligero de peso) y es muy resistente ante situaciones de combate adversas. Por ejemplo, se ha comprobado que sigue disparando aunque esté oxidado, sucio, aplastado por un camión o sumergido bajo el agua. Usa el cartucho 7,62 x 39 y su cargador estándar es de 30 cartuchos.
Existen muchas variantes, como el AKM, el AKS (versión más corta) y el AK-74 (versión de menor calibre)
Es el primer fusil de asalto que se utilizó ampliamente en el mundo. Actualmente lo usan ejércitos de 55 países. Es rentable y fiable, porque es económico de fabricar, requiere un mantenimiento mínimo y es poco frecuente que se estropee. Tiene una cadencia de 600 disparos/minuto, a una distancia media de 400 m y utiliza dos tipos de cargadores: curvos, de 30 a 90 cartuchos; y tambores, de 60 a 100 cartuchos.

#### M16

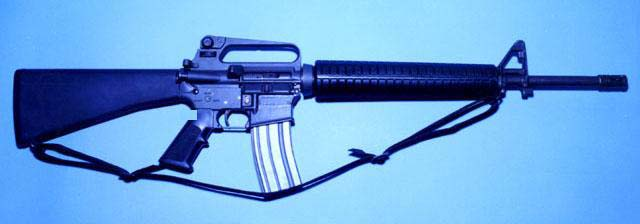
Fusil M16A2

El M16 es el primero que usa un cartucho adecuado para un fusil de asalto, el 5,56 x 45 OTAN, que a pesar de ser menos potente que aquellos que disparan el 7,62 x 51 OTAN, es más fácil de controlar que éstos y también es más peligroso de cerca. 
A corta distancia, el cartucho 5,56 x 45 OTAN causa heridas internas en el cuerpo humano difícilmente curables. Puede penetrar cascos y chalecos antibalas a mayores distancias (hasta los 200 m en modelos tipo OTAN) y por sus menores dimensiones, un combatiente puede llevar más cartuchos. Un combatiente con cinco cargadores (cuatro en los portacargadores del correaje y uno en el arma) de veinte cartuchos de 7,62 x 51 OTAN carga con el mismo peso y en el mismo espacio que otro con cinco cargadores de treinta cartuchos de 5,56 x 45 OTAN, lo que significa que este último con el mismo espacio y peso dispone de un 50 % más de munición. A partir de los 200 m ya va perdiendo sensiblemente letalidad y capacidad de perforación, aunque en teoría una bala perdida todavía puede ser letal a más de 1000 m. Lo cierto es que, de media, a más de unos 200 suele provocar heridos, lo que logísticamente es más perjudicial para un ejército.
El M16 era diferente a otros modelos contemporáneos de su época, por su diseño y mayor ligereza; estaba hecho de polímeros, aleaciones y aluminio. 
La empresa Colt vendió las primeras unidades a la Fuerza Aérea en 1962, denominadas AR-15, y posteriormente ese mismo año al ejército estadounidense. El Pentágono renombró al fusil como M16.
Anteriormente se pensaba que el M16 era un arma ineficaz, porque en los primeros meses de la guerra de Vietnam murieron muchos soldados estadounidenses, ya que su M16 se trababa en pleno combate y caían víctimas de los vietnamitas.
La ineficacia se debió a que los soldados no le daban mantenimiento adecuado a sus fusiles, porque les hicieron creer que necesitaba el mínimo, y muchas veces ninguno. Además, el clima empeoró su funcionamiento. También era ineficaz porque utilizaba un cartucho 5,56 x 45 OTAN con fulminante corrosivo y pólvora que obstruía el arma. Otros defectos eran la falta de un extractor de balas y un cargador poco resistente y propenso a deformarse.
Se rediseñó el fusil y se corrigieron sus problemas. Además se proveyó a las tropas con equipos de limpieza apropiados. La nueva versión del fusil se nombraría M16A1.
Actualmente se usan varias versiones de M16: Los M16A2 y M4A1 (una versión más corta, con un cañón más corto -15" frente a 20" del estándar- y culata telescópica) y los M16A3 y M16A4, entre otras. El "A2" es algo más robusto que el "A1", su cañón fue diseñado para disparar el nueva y más preciso cartucho 5,56 x 45 OTAN (SS109), consiguiendo una gran mejora en el alcance. Las miras también han sido cambiadas para aprovechar el alcance. Aunque el proyecto original incluía un cañón pesado para aumentar más aún la precisión, se descartó por problemas para compatibilizar el fusil con el anclaje del lanzagranadas, reservándose para las versiones de francotirador. La culata es más ergonómica. El "A2" fue adoptado durante la década de 1980 por el ejército estadounidense. Los M16A3 Y A4 son versiones del "A2" especialmente listas para admitir complementos, como miras de visión nocturna y otros.

### Modelos de fusiles de asalto modernos

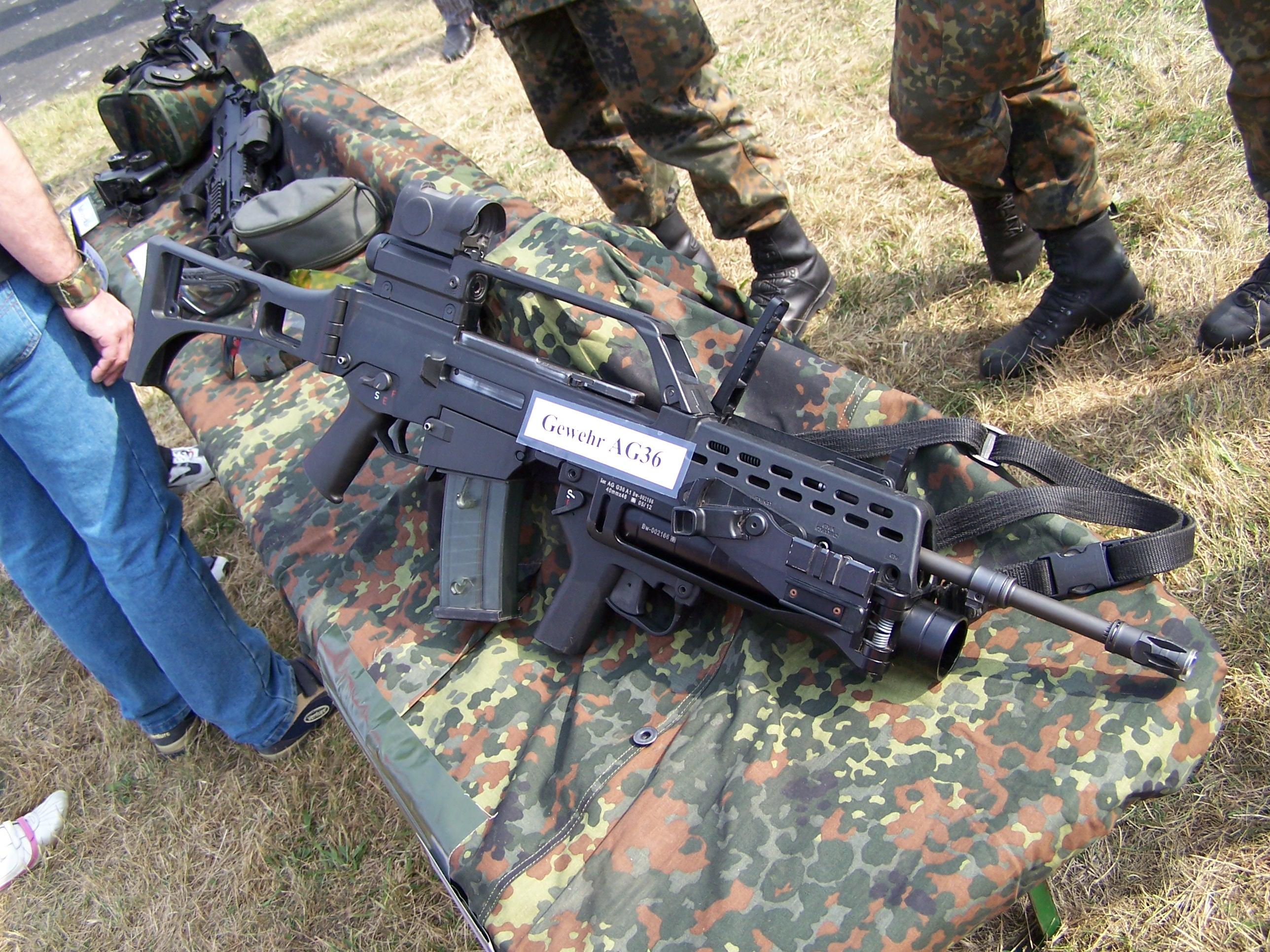
Un fusil de asalto HK G36.

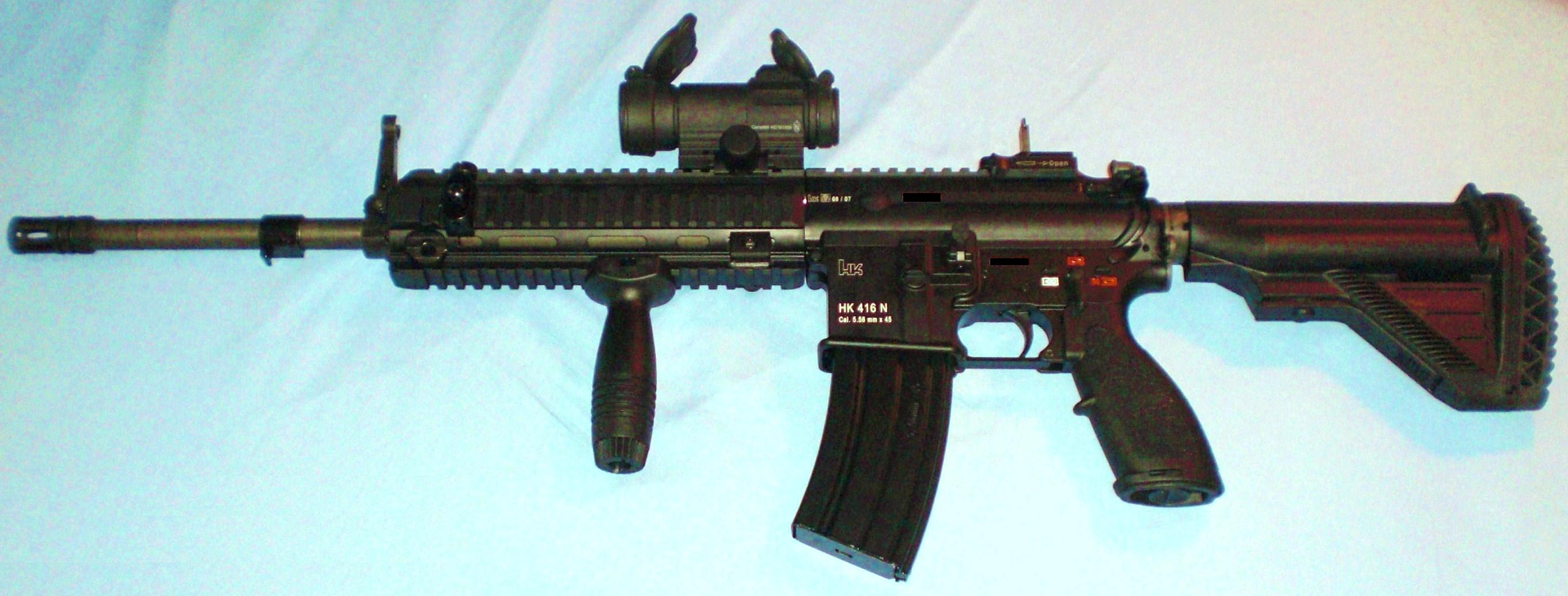
Un fusil de asalto HK416.

Actualmente la tendencia es disminuir aún más el retroceso del disparo de los cartuchos que usan los fusiles automáticos, sin perder letalidad y/o demasiada potencia. Se ha comprobado que la mayoría de los combates tienen lugar a una distancia inferior a 200 m, de forma que los cartuchos potentes de gran calibre no son muy eficientes para las cortas distancias recientemente mencionadas.
La OTAN ha permitido la sustitución de fusiles calibre 7,62 mm por los de 5,56 mm, con la mitad de peso, lo que permite al soldado transportar el doble de munición y disparar en modo de ráfaga de forma más precisa al tener menos pólvora, pierde potencia a favor del tirador. Su capacidad de penetración se mantiene a la distancia operativa, aunque se pierde estabilidad y precisión a más de 300 m. 
Para atacar blancos a más de 300 m, se emplean fusiles de francotirador o ametralladoras que disparan el 7,62 x 51 OTAN. Últimamente se ha generalizado entre los francotiradores el empleo de fusiles de gran calibre, como de 12,7 mm (.50 BMG), cuya misión es destruir con balas antiblindaje vehículos blindados ligeros e instalaciones enemigas hasta 1000 m de distancia.
También se han generalizado los fusiles con más piezas hechas de polímeros, que les proporcionan mayor ligereza, así como los fusiles de asalto con colimadores, generalmente de 1,5x aumentos, para incrementar la puntería del combatiente.